# ボブ・ペック
ボブ・ペック（Bob Peck、1945年8月23日-1999年4月4日）はイギリスの俳優である。イギリス・イングランド・ヨークシャー州リーズ出身。妻と3人の子供がいる。

## 来歴
ロイヤル・シェイクスピア劇団に長年所属しており、『オセロ』『マクベス』『リア王』『テンペスト』『悪魔と寵児』『リチャード3世』などの舞台で活躍。
アソール・フガード監督の『The Road of Mecca』や、マイケル・ウィナー監督の『A Chorus of Disapproval』の舞台版に出演。
テレビ俳優としても有名で『Children Crossing』、『ブラック・コメディ/恋人は殺人狂』、『刑事ロニー・クレイブン』（この作品で1985年度英国アカデミー賞最優秀主演男優賞受賞）、『Natural Lies』、テレビ版『悪魔と寵児』、『The Merchant of Venice and Macbeth』などイギリスのBBCで放映された番組に多数出演している。
1999年4月4日、数年の闘病生活の後、ガンで死去。53歳。

## 主な出演作品
- 刑事ロニー・クレイブン Edge of Darkness (1985) テレビドラマ
- キッチン・トト The Kitchen Toto (1987)
- 風の惑星/スリップストリーム SLIPSTREAM (1989)
- 蠅の王 Lord of the Flies (1990)
- ジュラシック・パーク Jurassic Park (1993)
- Seasick (1996)
- サバイビング・ピカソ Surviving Picasso (1996)
- 阿片戦争 鴉片戦争 The Opium War (1997)
- フェアリーテイル Fairy Tale: A True Story (1997)